# Thraulodes cryptodrilus
Thraulodes cryptodrilus är en dagsländeart som beskrevs av Nieto och Lucas Domínguez 2001. Thraulodes cryptodrilus ingår i släktet Thraulodes och familjen starrdagsländor. Inga underarter finns listade i Catalogue of Life.